# The Binding of Isaac
The Binding of Isaac è un videogioco di genere roguelike realizzato da Edmund McMillen e Florian Himsl. È stato pubblicato tramite Steam il 28 settembre 2011, mentre il 1º novembre 2011 è stato aggiunto all'Humble Indie Bundle come parte dell'Humble Voxatron Debut.
Il giocatore controlla un bambino di nome Isaac, o uno degli altri personaggi sbloccabili. Dopo che sua madre riceve un messaggio "dall'alto" che chiede la vita del figlio come prova della sua fede, Isaac fugge in una cantina piena di mostri per salvarsi la vita. La trama è ispirata alla storia biblica del sacrificio di Isacco.
Il 4 novembre 2014 è stato pubblicato un remake del gioco intitolato The Binding of Isaac: Rebirth, dotato di un nuovo stile grafico, una differente colonna sonora, nuove meccaniche di gioco e  nuovi contenuti che, a causa delle limitazioni del linguaggio Flash, non era stato possibile inserire nella versione originale. È presente anche una modalità multiplayer in cooperativa locale.

## Trama
La trama di The Binding of Isaac è ispirata alla storia della Bibbia riguardante il sacrificio di Isacco.
Un bambino di nome Isaac e sua madre vivono felicemente in una piccola casa su di una collina. Isaac gioca con i suoi giocattoli e disegna, invece sua madre guarda il canale cristiano in televisione quando, ad un certo punto, sente una voce "divina" (che nel prologo viene detta essere la voce stessa di Dio) che afferma che suo figlio è corrotto dal peccato e ha bisogno di essere salvato. La voce chiede alla donna di togliere tutto il male da Isaac ed ella ubbidisce: nel tentativo di salvarlo gli toglie tutti i giocattoli, gli rade la testa e lo priva dei vestiti.
La voce parla una seconda volta alla madre di Isaac, affermando che deve salvarlo da tutto il male del mondo. Ancora una volta, ella ubbidisce e chiude a chiave Isaac nella sua stanza.
La voce parla alla madre di Isaac un'ultima volta, dicendole che ha fatto bene, ma questa volta vuole una prova della sua fede chiedendole in sacrificio suo figlio. La donna ubbidisce ancora e, brandendo un coltello, dalla cucina si precipita nella stanza del bambino. Isaac vede tutto attraverso una piccola crepa nella porta della sua stanza e si fa prendere dal panico, cercando disperatamente una via di fuga: appena prima che sua madre irrompa nella stanza, trova una botola nel pavimento e, non avendo alternative, la spalanca e ci salta dentro.
Il gioco ha finali multipli che si sbloccano in base all'avanzamento, e non tutti sono legati alla trama poiché alcuni avvisano il giocatore che ha sbloccato qualcosa. Nonostante all'apparenza sembrino inizialmente a sé stanti, questi finali sono in realtà legati tra loro, mostrando come abbiano tutti un filo conduttore: infatti con le due espansioni Afterbirth ed Afterbirth†, il cerchio viene chiuso e viene rivelato che a seguito del divorzio tra i suoi genitori, dell'abbandono dalla parte del padre e del conseguente cambio di personalità della madre, Isaac abbia accusato un trauma psicologico in cui ha creduto di essere lui la causa dei problemi tra i suoi genitori ed ha iniziato a temere la madre (cose che si possono evincere proprio dai disegni del bambino, i quali sono visibili in alcuni finali tra cui l'epilogo, uno dei due finali dell'espansione Repentance e anche nell'introduzione stessa del gioco). Un giorno quindi, spaventato, Isaac si è nascosto all'interno del suo baule dei giochi, rimanendovi intrappolato dentro ed ivi morendo soffocato, ricordando disperato quanto ha sconvolto gli equilibri della sua famiglia e, nei suoi ultimi momenti di vita, immaginando proprio gli eventi del gioco. Le ossa del piccolo verranno poi ritrovate dalla madre dopo molto tempo, la quale nel frattempo lo aveva cercato afflitta. In seguito tuttavia viene mostrato Isaac camminare da solo per una radura brulla e grigia (confermata essere il Purgatorio), alla quale è arrivato uscendo dal suo baule.
L'epilogo della storia viene raccontato con Repentance: dopo aver sconfitto l'incarnazione dell'indottrinamento religioso ricevuto e la Bestia, Isaac ascende al cielo, venendo purificato e rivivendo i momenti tristi e felici del suo passato; tuttavia la narrazione di questa disturbante "favola della buona notte" inventata da Isaac viene interrotta da suo padre, che la stava raccontando, il quale esorta il figlio a trovare un finale felice e ricominciando assieme il racconto.

## Modalità di gioco
The Binding of Isaac è un'avventura dinamica nel quale il giocatore controlla il protagonista o uno dei personaggi sbloccabili durante l'esplorazione dei livelli ambientati nella cantina della madre.
Le meccaniche di gioco e l'aspetto sono ispirate ai labirinti di The Legend of Zelda, e a quelli dello sparatutto Smash TV; i livelli sono realizzati in maniera casuale come nei giochi roguelike, dai quali riprende anche il concetto di "morte permanente". Ogni livello corrisponde ad un piano della cantina, nel quale il giocatore deve sconfiggere tutti i mostri presenti in una stanza prima di poter procedere alla successiva ed esplorare. Durante il suo viaggio, il giocatore può collezionare soldi per comprare dell'equipaggiamento dai negozi, chiavi per aprire stanze del tesoro e ottenere nuovi oggetti e potenziamenti per rinforzarsi e poter sconfiggere così i nemici più facilmente. Ogni piano include un boss che il giocatore deve sconfiggere prima di poter scendere al piano successivo.

## Espansione
Il 28 maggio 2012 è stata pubblicata l'espansione Wrath of the Lamb tramite Steam. L'espansione aggiunge numerosi contenuti, molti dei quali mirano ad aumentare la difficoltà del videogioco. Il creatore del gioco Edmund McMillen ha affermato di avere avuto dei piani per una seconda espansione, ma che sono stati in seguito cancellati a causa dei limiti del motore di gioco Adobe Flash.

## Accoglienza
The Binding of Isaac ha generalmente ricevuto buone recensioni dai critici. Nell'aggregatore di recensioni Metacritic possiede un punteggio dell'84%, basato su 30 recensioni.
Dalla pubblicazione a luglio 2014, il gioco ha venduto oltre 3 milioni di copie.

## Controversie
Il processo di pubblicazione di The Binding of Isaac ha riscontrato problemi su alcune piattaforme a causa dei temi e dei contenuti.
Nel 2012 il team di sviluppo aveva parlato della possibilità di un porting per Nintendo 3DS, scaricabile tramite Nintendo eShop, ma l'azienda Nintendo ha rifiutato di aggiungere il gioco per via di questioni religiose. Tale decisione è stata accolta con disapprovazione da diverse pubblicazioni specializzate. Il remake Rebirth del gioco è stato invece pubblicato nel 2015 per New 3DS e Wii U. Nel 2015 è la volta di Afterbirth, nel 2017 Afterbirth+ e infine nel 2021 Repentance.
In Germania il titolo ha ricevuto l'etichetta 16+ in quanto ritenuto potenzialmente blasfemo.

## Eredità
The Binding of Isaac è stato indicato come influenza significativa per il rinnovato interesse del pubblico e l'evoluzione del genere roguelike negli anni 2010. Il gioco è stato citato come importante fonte di ispirazione per diversi videogiochi roguelike, come Enter the Gungeon e Dead Cells.

### Remake
Nel 2013 è stato annunciato The Binding of Isaac: Rebirth, un remake di The Binding of Isaac e relativa espansione, che implementa una grafica ed un HUD rielaborati con l'utilizzo di un nuovo motore di gioco, la revisione di numerose meccaniche del gameplay e l'aggiunta di numerosi contenuti. Il titolo è stato pubblicato il 4 novembre 2014 ed ha a sua volta ricevuto diverse espansioni negli anni successivi all'uscita.